# Донгтхань (Кьензянг)
Донгтхань (вьет. Đông Thạnh) — община в уезде Анминь, провинция Кьензянг, Вьетнам.

## География
Община Донгтхань имеет площадь 54,29 кв. км², численность населения в 2020 году составляет 10 736 человек, плотность населения — 198 человек/км².

## Административный состав
Община Донгтхань имеет в составе 8 деревень: Тханьан, Тханьхоа, Тханьлой, Тханьфонг, Тханьфу, Тханьтэй А, Тханьтэй Б, Тханьтьен.

## История
Ранее Донгтхань был общиной в уезде Анбьен.
17 февраля 1979 г. Правительственный совет принял решение 50-CP о разделении общины Донгтхань на 2 общины —  Донгтхань и Тантхань.
13 января 1986 г. Совет Министров издал Постановление 07-HDBT о передаче общины Донгтхань уезда Анбьен в создаваемый уезд Анминь.
31 мая 1991 г. решением № 288-TCCP часть общины Анминьтэй к общине Донгтхань.
26 июля 2005 г. Правительство издало Постановление № 97/2005/ND-CP о выделении 3956 га территории с 10939 жителями общины Донгтхань в общину Тантхань.
После создания общины Тантхань в общине Донгтхань осталось 5432 га территории и 12 641 человек.